# 波赫雷布基
波赫雷布基（羅馬化：Pohrebky）是烏克蘭蘇梅州紹斯特卡區绍斯特卡市镇的村莊，始建於1552年，海拔129公尺，2001年人口620。